# 李冲回族乡
李冲回族乡是中华人民共和国安徽省淮南市凤台县下辖的一个民族乡。

## 行政区划
李冲回族乡下辖以下村级行政区划单位：
民族村、魏郢村、石湾村、淮岭村、李冲村和毛冲村。